# ワシントン・ローブリング
ワシントン・オーガストス・ローブリング（Washington Augustus Roebling、1837年5月26日-1926年7月21日）は、アメリカ合衆国の土木技術者である。父・ジョン・ローブリングとともにブルックリン橋を完成させたことで知られる。

## 生涯

### 誕生から青年まで
ワシントンは、橋梁技術者のジョン・ローブリングの長男としてペンシルベニア州サクソンバーグで生まれた。この街は、父・ジョン（ヨーハン）と叔父・チャールズ（カール）によって拓かれた街である。少年時代、Riedelに家庭教師を受け、ピッツバーグでHenneに教育を受けた。そしてトレントン・アカデミーに入り、さらに1854年から1857年にかけてトロイのレンセラー工科大学（RPI）で学んだ。
土木技術を学んで卒業すると、ワシントンは父について橋梁技術者となった。1858年から1860年まで、ワシントンはペン・ストリートで下宿しながら、父のアレゲニー川に架橋するプロジェクトを補佐した。アレゲニー橋の完成後、ニュージャージー州 トレントンに戻り、父の会社でワイヤ製造に従事した。

### 南北戦争で従軍
1861年4月16日、ワシントンはニュージャージー州の民兵に入隊する。守備隊以上の仕事をこなし、2ヶ月後には民兵を辞し、アメリカ陸軍の砲兵隊に再入隊する。南北戦争中、ワシントンは、最大の激戦となった ゲティスバーグの戦いをはじめ、繰り返し交戦を見た。戦闘が始まる数日前、落下傘偵察部隊を指揮している間、ワシントンはロバート・E・リーのアメリカ連合国軍が北に向かう動向を記録した。
1863年7月2日、ワシントンはリトル・ラウンド・トップでガバヌーア・ウォーレン准将率いる隊で副官となり、軍事作戦上重要なその地で連隊の発見を命じられた。彼が初めて出くわした連隊はストロング・ビンセント大佐が率いるVクロップス（ V Corps (Union Army)）で、その軍は迅速に丘を占領し、 ポトマック軍の左側面を繰り返し攻撃を続ける連合国軍から防いだ。ワシントンは武器等を丘の上に引き上げることを手伝った。1864年12月、ワシントンは勇敢な行動を讃えられて中佐に名誉昇進し、のちに大佐となって除隊した。

### 再び橋梁技術者として
1865年半ばから1867年まで、父・ジョンとともにシンシナティ・コビントン橋（現ジョン・A・ローブリング橋の建設に携わった。橋とケーソンの調査のためにヨーロッパを視察中に一人息子のジョン・A・ローブリング二世が誕生した。1868年に帰国後、ワシントンはブルックリン橋のアシスタント・エンジニアとなり、1869年半ばに父・ジョンが工事中に負った傷が元で死去したあとはチーフ・エンジニアとなった。ワシントンは橋の設計にいくつか改良を加え、新たな橋の建設方法を編み出した。
その間、ワシントンは減圧症（ケーソン病、潜函病ともいう）に犯され、下半身麻痺という後遺症を負う。しかし、工事は継続され、1883年には竣工した。ワシントンに代わり、ワシントンの妻、エミリー・ウォーレン・ローブリングが連日、現場を訪れ、監督指揮し、またワシントンがチーフ・エンジニアの地位を守れるよう動いた。

### その後のワシントン
ブルックリン橋のプロジェクトが終了すると、ワシントンとエミリーはトロイに転居。1884年から1888年までをそこで過ごした。息子・ジョン・ローブリング二世は、父に続きレンセラー・ポリテクニック・インスティテュートに通った。二世が卒業したとき、夫妻はトレントンに戻り、1892年にはウェスト・ステート・ストリート191番地に転居した。
1902年から翌年にかけて、ワシントンはレンセラー・アラムナイ協会（Alumni Association at Rensselaer、AAR）の代表に収まった。1903年、エミリーが胃がんのため死去。1908年、ワシントンはサウスカロライナ州チャールストンのコーネリア・ウィトセル・ファロウと再婚した。
ワシントンの弟、チャールズ・ギュスターブス・ローブリングは、一人息子にワシントンの名前をとり、ワシントン・オーガストス・ローブリング二世と名付けた。その一人息子は、1912年のタイタニック号の遭難で命を落とした。
ジョン・A・ローブリング・アンド・カンパニーの社長を務めていたカール・ギュスターブス・ローブリング（ワシントンの弟・ウイリアム・ローブリングの息子）が1921年に死去すると、ワシントンは84歳にして再度同社の社長となった。そしてワシントンは1926年に死去、89歳であった。最後の2ヶ月は病床にあった。

## 遺産
ワシントンがもっとも熱心に取り組んだ趣味は、岩石や鉱物の収集であった。そのコレクションは1万6,000を超え、それは息子・ジョン・ローブリング二世に引き継がれた。二世はそれをスミソニアン博物館に寄贈した。それらは同博物館の重要な鉱物・宝石コレクションの一部となった。
ワシントンが遺した大量の原稿類、写真、書物はニュージャージー州ニュー・ブランズウィックにあるラトガース大学とレンセラー工科大学のローブリング・コレクションで見ることができる。